# Acianthera sulcata
Acianthera sulcata é uma espécie de planta orquídea nativa do Brasil.